# Cúbit (mesura)
Cúbit (en llatí cubitus) o pechys (en grec πήχυς) fou una antiga mesura de longitud grega equivalent a 44,36 centímetres. Un cúbit (quadrat) era igualment una unitat de superfície equivalent a 0,197 metres quadrats.
Un cúbit correspon a l'Ammatu babiloni.
Fou una mesura de longitud usada pels grecs, romans i altres nacions com els egipcis o babilonis, basada en la longitud del braç humà del colze al canell o del colze a l'extrem del dit índex (d'aquesta darrera manera era entre romans i grecs); era equivalent a un peu i mig (el cúbit romà una mica menys i el grec una mica més). Els grecs dividien el cúbit en dos spans, 6 ample de mà i 24 ample de dit; i els romans en un peu i mig, 6 pams i 24 pol·lices (pollices).